# Pavel Polian
Pavel Markovich Polian, pseudonimo: Nerler (em russo:  Павел Маркович Полян, nascido em 31 de agosto de 1952) é um  geógrafo, historiador e sociólogo  russo, Doutor de Ciências Geográficas com o Instituto de Geografia (1998), da Academia de Ciências da Rússia. Ele é autor de mais de 300 publicações, sendo famoso por suas pesquisas de história e geografia das migrações forçadas. Ele também é um conhecido especialista em literatura, principalmente das obras de Osip Mandelstam.

## Breve bibliografia
- "Жертвы двух диктатур. Остарбайтеры и военнопленные в Третьем Рейхе и их репатриация. – М.: Ваш выбор ЦИРЗ, 1996. – 442 pp. (Victims of Two Dictatorships. Ostarbeiters and POW in Third Reich and Their Repatriation) (em russo)
- Westarbeiters. Interned Gemans in the USSR (Prehistory, History, Geography). –"Вестарбайтеры". Интернированные немцы в СССР (предыстория, история, география) / Учебное пособие для спецкурса. Ставрополь—Москва: Изд-во СГУ, 1999. 48 pp; Вестарбайтеры. Интернированные немцы на советских стройках // Родина. 1999. № 9. pp. 21–25; (em russo)
- Павел Полян. Не по своей воле...История и география принудительных миграций в СССР (Pavel Polyan, Not by Their Own Will... A History and Geography of Forced Migrations in the USSR). [S.l.]: ОГИ Мемориал, Moscow, 2001. ISBN 5-94282-007-4
  - Tradução em inglês: Pavel Polian. Against Their Will: The History and Geography of Forced Migrations in the USSR. [S.l.]: Central European University Press, 2004. ISBN 978-963-9241-68-8